# Ханьголуярви
Ханьголуярви — пресноводное озеро на территории Юшкозерского сельского поселения Калевальского района Республики Карелии.

## Общие сведения
Площадь озера — 2,1 км², площадь водосборного бассейна — 9,2 км². Располагается на высоте 118,5 метров над уровнем моря.
Форма озера лопастная, продолговатая: оно вытянуто с северо-запада на юго-восток. Берега изрезанные, каменисто-песчаные, местами заболоченные.
Из юго-западного залива озера вытекает река Ханьголу, которая, протекая озеро Посиярви, впадает в реку Кепу, которая в свою очередь впадает в озеро Кулянъярви, через которое протекает река Кемь.
У северо-западной оконечности озера проходит автодорога местного значения 86К-3 («Р21 „Кола“ — Калевала — Лонка»).
Код объекта в государственном водном реестре — 02020000911102000006008.